# Semivermilia pomatostegoides
Semivermilia pomatostegoides är en ringmaskart som först beskrevs av Zibrowius 1969.  Semivermilia pomatostegoides ingår i släktet Semivermilia och familjen Serpulidae. Inga underarter finns listade i Catalogue of Life.